# 지양구 (싼야시)

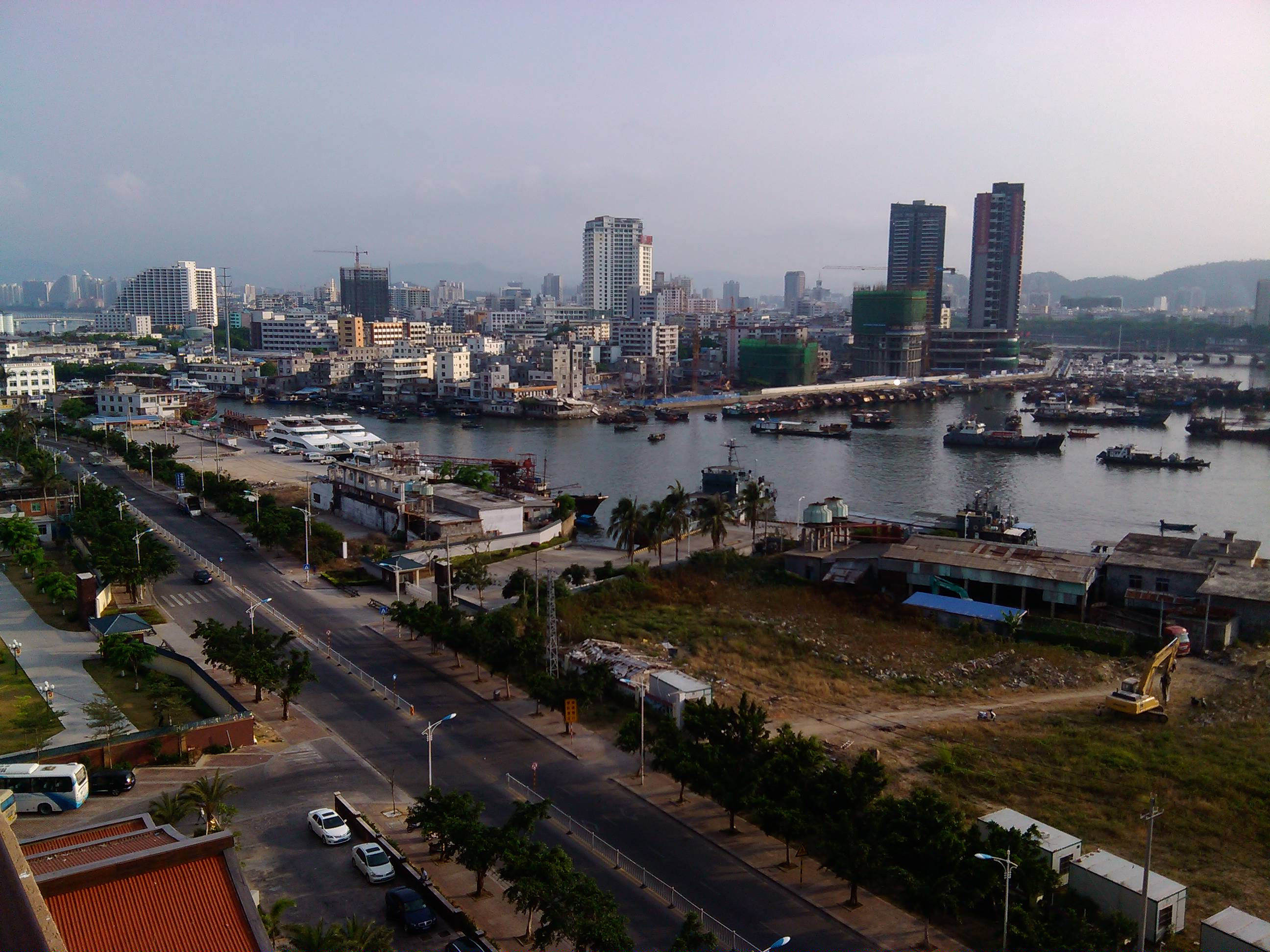

지양 구(한국어: 길양구, 중국어: 吉阳区, 병음: Jíyáng Qū)는 중화인민공화국 하이난성 싼야 시의 현급 행정 구역으로 면적은 372km2, 인구는 240,000명이다. 2014년 2월에 신설되었다.

## 행정 구역
13개 사구, 19개 행정촌을 관할한다.
- 사구: 月川社区, 临春社区, 榕根社区, 鹿回头社区, 港门村社区, 商品街社区, 下洋田社区, 红郊社区, 红沙社区, 丹州社区, 大东海社区, 新村社区, 荔枝沟社区
- 행정촌: 海罗村, 东岸村, 田独村, 中廖村, 大茅村, 安罗村, 六道村, 博后村, 六盘村, 龙坡村, 干沟村, 榆红村, 红土坎村, 新红村, 罗逢村, 红花村, 抱坡村, 落笔村, 南丁村